# Rioja Alavesa
Die Comarca Rioja Alavesa ist eine der sieben Comarcas in der Provinz Álava.
Die im Süden der Provinz gelegene Comarca umfasst 15 Gemeinden auf einer Fläche von 315,85 km².

## Gemeinden
| Gemeinde                     | Einwohner (2024) | Fläche km² | Dichte Einw./km² | Cod INE | Postleitzahl               |
| ---------------------------- | ---------------- | ---------- | ---------------- | ------- | -------------------------- |
| Baños de Ebro/Mañueta        | 291              | 9,46       | 31               | 01011   | 01307                      |
| Elciego                      | 955              | 16,32      | 59               | 01022   | 01340                      |
| Elvillar                     | 319              | 17,50      | 18               | 01023   | 01309                      |
| Kripan                       | 178              | 12,52      | 14               | 01019   | 01308                      |
| Labastida                    | 1.565            | 38,17      | 41               | 01028   | 01330                      |
| Laguardia                    | 1.478            | 81,08      | 18               | 01031   | 01300, 01308, 01309, 01321 |
| Lanciego/Lantziego           | 685              | 24,20      | 28               | 01032   | 01308                      |
| Lapuebla de Labarca          | 859              | 5,99       | 143              | 01033   | 01306                      |
| Leza                         | 210              | 9,92       | 21               | 01034   | 01309                      |
| Moreda de Álava/Moreda Araba | 215              | 8,67       | 25               | 01039   | 01322                      |
| Navaridas                    | 191              | 8,92       | 21               | 01041   | 01309                      |
| Oyón                         | 3.413            | 45,18      | 76               | 01043   | 01320                      |
| Samaniego                    | 290              | 10,64      | 27               | 01052   | 01307                      |
| Villabuena de Álava          | 290              | 8,48       | 34               | 01057   | 01307                      |
| Yécora                       | 265              | 18,80      | 14               | 01060   | 01322                      |
| Comarca Rioja Alavesa        | 11.204           | 315,85     | 35               | –       | –                          |